# سرزمین ماری برد

سرزمین ماری برد

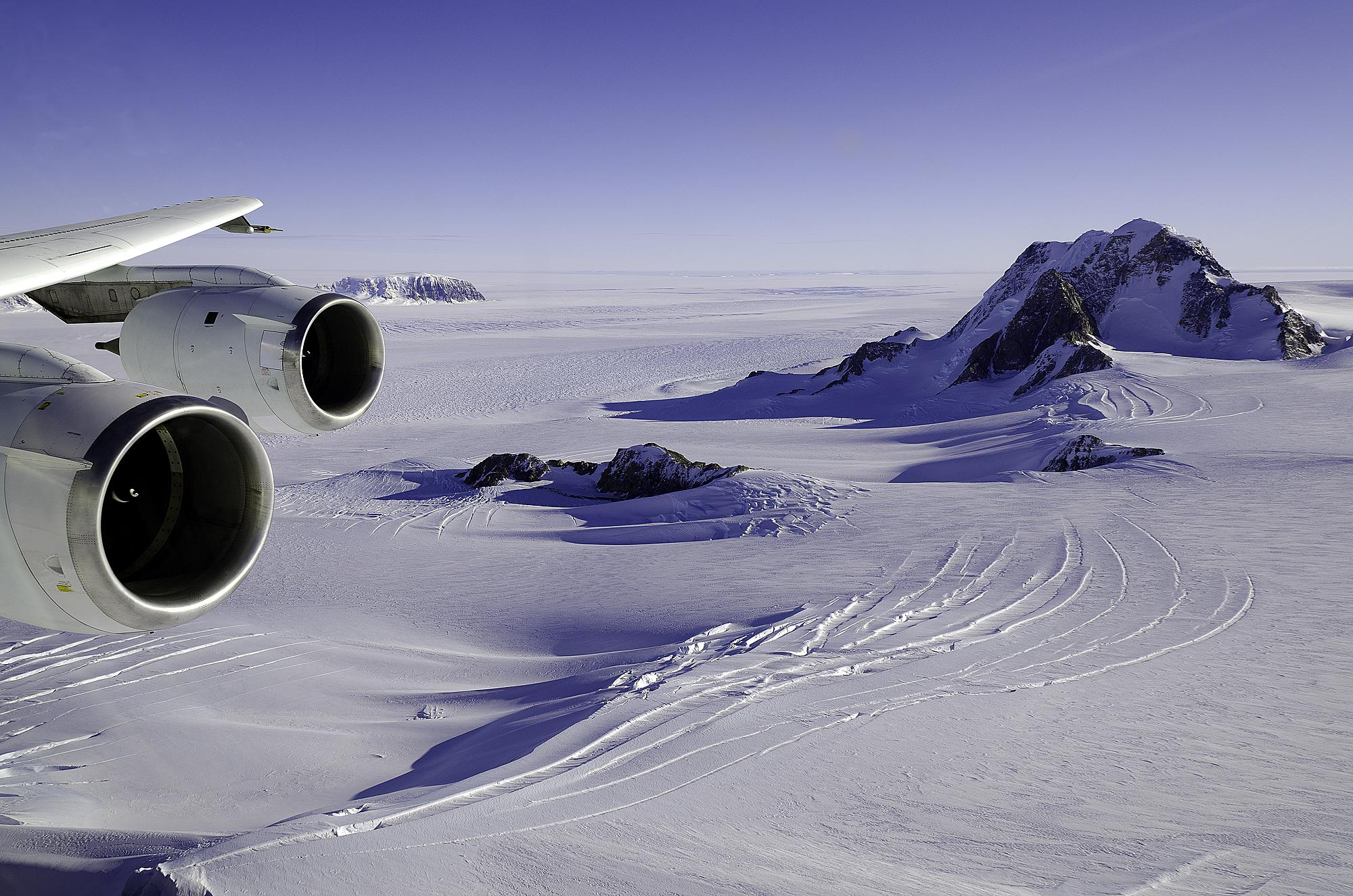
یخچال‌ها و برونزدهای سنگی در سرزمین ماری برد

سرزمین ماری برد (انگلیسی: Marie Byrd Land) بخشی از جنوبگان باختری است که از شرق یخ‌تاق راس و دریای راس و جنوب اقیانوس آرام به سمت شرق تا حوالی خط میانی رأس یخ‌تاق راس و ساحل ایتس گسترده شده‌است. این سرزمین میان ۱۵۸ درجه غربی تا '۲۴°۱۰۳ درجه غربی گسترده شده و پهنه‌ای میان فلات راکفلر و ساحل ایتس را دربر می‌گیرد که محل فرود مکتشف آمریکایی ریچارد برد در هنگام کاوش و اکتشاف این محل بوده‌است. بخش شمال غربی این سرزمین در سال ۱۹۲۹ کشف شد و توسط ریچارد برد به افتخار همسرش، نامگذاری گردید.

## دید کلی
به دلیل دورافتادگی این سرزمین (حتی در استانداردهای جنوبگانی) بخش اعظم سرزمین ماری برد (بخش شرقی نصف‌النهار ۱۵۰ درجه غربی) مورد ادعای هیچ کشوری نیست. این سرزمین با مساحت ۱٬۶۱۰٬۰۰۰ کیلومتر مربع (تقریباً هم‌وسعت کشور ایران) و با اختلاف زیاد به عنوان بزرگ‌ترین سرزمین بلاصاحب منفرد در زمین شناخته می‌شود. بخش غربی نصف‌النهار ۱۵۰ درجه غربی جزئی از سرزمین راس و مورد ادعای نیوزیلند است.
سرزمین ماری برد دارای پنج منطقه ساحلی است که از غرب به شرق عبارتند از:
| شماره | بخش             | مرز غربی     | مرز شرقی     |
| ----- | --------------- | ------------ | ------------ |
| ۱     | ساحل ساندرز     | '۱۵۸°۰۰ غربی | '۱۴۶°۳۱ غربی |
| ۲     | ساحل راپرت      | '۱۴۶°۳۱ غربی | '۱۳۶°۵۰ غربی |
| ۳     | ساحل هابز       | '۱۳۶°۵۰ غربی | '۱۲۷°۳۵ غربی |
| ۴     | ساحل باکوتیس    | '۱۲۷°۳۵ غربی | '۱۱۴°۱۲ غربی |
| ۵     | ساحل والگرین    | '۱۱۴°۱۲ غربی | '۱۰۳°۲۴ غربی |
|       | سرزمین ماری برد | '۱۵۸°۰۰ غربی | '۱۰۳°۲۴ غربی |